# Liste der Kulturdenkmale in Meiningen/Ortsteile
Die Liste der Kulturdenkmale in Meiningen/Ortsteile ist eine Teilliste der Liste der Kulturdenkmale in Meiningen und führt die Kulturdenkmale in den Ortsteilen der Kreisstadt Meiningen in Südthüringen auf. Die Erfassung aller Denkmale in die Denkmalliste der Unteren Denkmalschutzbehörde in Meiningen ist noch nicht abgeschlossen. Die Liste erhebt somit keinen Anspruch auf Vollständigkeit.

## Ortsteile
- Dreißigacker
- Henneberg, Einödhausen, Unterharles
- Herpf
- Stepfershausen, Träbes
- Sülzfeld
- Wallbach
- Walldorf

## Legende
- Bild: zeigt ein Bild des Kulturdenkmals und gegebenenfalls einen Link zu weiteren Fotos des Kulturdenkmals im Medienarchiv Wikimedia Commons
- Bezeichnung: Name, Bezeichnung oder die Art des Kulturdenkmals
- Lage: Wenn vorhanden Straßenname und Hausnummer des Kulturdenkmals; Grundsortierung der Liste erfolgt nach dieser Adresse. Der Link Karte führt zu verschiedenen Kartendarstellungen und nennt die Koordinaten des Kulturdenkmals.
 Kartenansicht, um Koordinaten zu setzen – in dieser Kartenansicht sind Kulturdenkmale ohne Koordinaten mit einem roten bzw. orangen Marker dargestellt und können in der Karte gesetzt werden. Kulturdenkmale ohne Bild sind mit einem blauen bzw. roten Marker gekennzeichnet, Kulturdenkmale mit Bild mit einem grünen bzw. orangen Marker.
- Datierung: gibt das Jahr der Fertigstellung beziehungsweise das Datum der Erstnennung oder den Zeitraum der Errichtung an
- Beschreibung: bauliche und geschichtliche Einzelheiten des Kulturdenkmals, vorzugsweise die Denkmaleigenschaften
- ID: Die ID identifiziert das Kulturdenkmal eindeutig. In Thüringen sind aktuell keine IDs veröffentlicht. In der ID-Spalte kann sich auch folgendes Icon  befinden, dies führt zu Angaben zu diesem Kulturdenkmal bei Wikidata.

## Dreißigacker
Liste der Kulturdenkmale im Ortsteil Dreißigacker

| Bild                           | Bezeichnung         | Lage                              | Datierung | Beschreibung | ID |
| ------------------------------ | ------------------- | --------------------------------- | --------- | --- | -- |
| weitere Bilder Fotos hochladen | Ortskern            | Dreißigacker (Karte)              |           | |    |
| weitere Bilder Fotos hochladen | Kirche              | Kirchstraße (Karte)               | 1863      | Evangelische Kirche im neugotischen Stil.                                                                                   |    |
| weitere Bilder Fotos hochladen | Schloss             | Schlossberg 7 (Karte)             | 1710      | 1710 errichtetes Barockschloss, einst Jagdschloss und Sitz der Forstakademie Dreißigacker, wird heute als Wohnhaus genutzt. |    |
| BW                             | Platz               | An der Unteren Linde (Karte)      |           | Lindeplatz mit Linde, Ringmauer, Ottomane und Quellfassung.                                                                 |    |
| BW                             | Feuerwehrgerätehaus | An der Hauptstraße 33 (Karte)     |           | Historisches Feuerwehrgerätehaus mit Schlauchturm, nicht mehr in Nutzung.                                                   |    |
| BW                             | Gasthof             | An der Unteren Linde 5 (Karte)    |           | Gaststätte „Zum Hirsch“ |    |
| BW                             | Wegweiserstein      | Sternplatz (Karte)                |           | Sogenannter Adolphstein, eigentlich eher Gemarkung Meiningen?                                                               |    |
| weitere Bilder Fotos hochladen | Friedhof            | Dreißigacker, Sommerleite (Karte) | 2005      | Jüdischer Friedhof von Dreißigacker.                                                                                        |    |

## Henneberg, Einödhausen und Unterharles
Liste der Kulturdenkmale in den Ortsteilen Henneberg, Einödhausen und Unterharles

| Bild                                    | Bezeichnung                | Lage                                                                  | Datierung | Beschreibung                                                                                             | ID |
| --------------------------------------- | -------------------------- | --------------------------------------------------------------------- | --------- | --- | -- |
| weitere Bilder Fotos hochladen          | Kirche                     | Henneberg, Heimengasse (Karte)                                        | 1626      | Evangelische Dorfkirche mit Ausstattung und Kirchhof                                                     |    |
| weitere Bilder Fotos hochladen          | Burg                       | Henneberg, Burgweg (Karte)                                            |           | Burgruine Henneberg, einst Stammsitz der gefürsteten Grafen von Henneberg.                               |    |
| BW                                      | Platz                      | Henneberg, Schulgasse/Henneberger Hauptstraße (Karte)                 |           | Lindenhügel mit Linde und Stützmauer                                                                     |    |
| BW                                      | Schlachthof                | Henneberg, Henneberger Hauptstraße 6 (Karte)                          |           | Ehemaliger Schlachthof                                                                                   |    |
| BW                                      | Forsthaus                  | Henneberg, Henneberger Hauptstraße 30 (Karte)                         |           | |    |
| BW                                      | Denkmal                    | Henneberg, Obere Gasse (Karte)                                        |           | Turnerdenkmal                                                                                            |    |
| BW                                      | Gemarkungsstein            | Henneberg, L 2626 (Karte)                                             |           | |    |
| BW                                      | Grenzstein                 | Henneberg, L 3019 (Karte)                                             |           | Grenz- und Wegweiserstein vom Herzogtum Sachsen-Meiningen an der Grenze zu Bayern an der heutige L 3019. |    |
| Fotos hochladen                         | Grenzturm                  | Henneberg, L 3019 (Karte)                                             | 1973      | Ehemaliger DDR-Grenzturm am ehemaligen Grenzübergang Eußenhausen-Meiningen an der L 3019 (früher B 19).  |    |
| Direkt Bild zu diesem Denkmal hochladen | Brunnenstock               | Henneberg, Burgweg                                                    |           | |    |
| BW                                      | Forsthaus                  | Henneberg, Fasaneriestraße 126 (Karte)                                |           | Forsthaus Fasanerie                                                                                      |    |
| BW                                      | Wohnhaus                   | Einödhausen, Harleser Straße 4 (vorher Henneberger Straße 29) (Karte) |           | |    |
| BW                                      | Mühlengehöft „Obere Mühle“ | Unterharles, Unterharles 2, 4 (Karte)                                 |           | |    |
| BW                                      | Grenzturm                  | Unterharles, Steinacker/Unterharles 4 (Karte)                         |           | Ehemaliger DDR-Grenzturm                                                                                 |    |
| BW                                      | Wegweiserstein             | Unterharles (Karte)                                                   |           | |    |

## Herpf
Liste der Kulturdenkmale im Ortsteil Herpf

| Bild                           | Bezeichnung           | Lage                                  | Datierung | Beschreibung                                                     | ID |
| ------------------------------ | --------------------- | ------------------------------------- | --------- | ---------------------------------------------------------------- | -- |
| weitere Bilder Fotos hochladen | Ortskern              | Herpf (Karte)                         |           |                                                                  |    |
| weitere Bilder Fotos hochladen | Kirche                | Kirchgasse 9 (Karte)                  |           | Evangelische Kirche St. Johann mit Orgel und Ausstattung         |    |
| BW                             | Brücke                | Schellenwiese/Unter der Leite (Karte) |           | Brücke über das Flüsschen Herpf nahe der L 2621                  |    |
| BW                             | Kellerhausanlage      | In der Holln (Karte)                  |           | Kellerhäuser an der Landstraße Richtung Dreißigacker/Meiningen   |    |
| BW                             | Brunnen               | Wiebersgasse 3 (Karte)                |           | steinerner Kastenbrunnen, Laufbrunnen                            |    |
| BW                             | Brunnen               | Wiebersgasse 33 (Karte)               |           | steinerner Kastenbrunnen, Laufbrunnen                            |    |
| BW                             | Brunnen               | Oberdorf 3 (Karte)                    |           | steinerner Kastenbrunnen, Laufbrunnen                            |    |
| BW                             | Brunnen, Brunnenplatz | Schmiedsgasse 4 (Karte)               |           | Brunnenplatz mit steinernem Kastenbrunnen, Laufbrunnen           |    |
| BW                             | Wohnhaus              | Kirchgasse 5 (Karte)                  |           | Fachwerkhaus mit Nebengebäude und Innenausstattung               |    |
| BW                             | Wohnhaus              | Kirchgasse 14 (Karte)                 |           |                                                                  |    |
| BW                             | Wohnhaus              | Oberdorf 4 (Karte)                    |           |                                                                  |    |
| BW                             | Wohnhaus              | Obertorgasse 4 (Karte)                |           | Fachwerkhaus                                                     |    |
| BW                             | Wohnhaus              | Schmiedsgasse 1 (Karte)               |           |                                                                  |    |
| BW                             | Wohnhaus              | Schmiedsgasse 3 (Karte)               |           | Doppelwohnhaus mit Innenausstattung                              |    |
| BW                             | Wohnstallhaus         | Wiebersgasse 5 (Karte)                |           |                                                                  |    |
| BW                             | Feuerwehrgerätehaus   | Kirchgasse 2 (Karte)                  |           | Feuerwehrgerätehaus mit Schlauchturm                             |    |
| BW                             | Wohnhaus              | Herrengasse 1 (Karte)                 |           | Fachwerkhaus mit Nebenhaus und Innenausstattung                  |    |
| BW                             | Wohnhaus              | Herrengasse 8 (Karte)                 |           | Fachwerkhaus mit Nebenhaus und Innenausstattung                  |    |
| BW                             | Gehöft                | Herrengasse 4 (Karte)                 |           | Gehöft mit Innenausstattung                                      |    |
| BW                             | Backhaus              | Kirchgasse (Karte)                    |           | Gemeinde-Backhaus                                                |    |
| BW                             | Wohnhaus              | Kirchgasse 10 (Karte)                 |           | Fachwerkhaus mit Nebengebäude und Innenausstattung               |    |
| BW                             | Wohnhaus              | Kirchgasse 8 (Karte)                  |           | Fachwerkhaus mit Nebengebäude und Innenausstattung               |    |
| BW                             | Wohnhaus              | Kirchgasse 3 (Karte)                  |           | Fachwerkhaus                                                     |    |
| BW                             | Dorfschule            | Kirchgasse 7 (Karte)                  |           | Ehemalige Dorfschule, heute Gemeindehaus.                        |    |
| BW                             | Mühle                 | Schmiedsgasse 14 (Karte)              |           | Mittlere Mühle: Mühlengehöft mit Innenausstattung und Mühlgraben |    |
| BW                             | Wohnhaus              | Wiebersgasse 1, 3 (Karte)             |           | Wohnhaus mit Nebengebäude und Hofraum                            |    |

## Stepfershausen mit Träbes
Liste der Kulturdenkmale in den Ortsteilen Stepfershausen und Träbes. Hinweis: einige Adressen wurde 2019 geändert, in der Liste werden die aktuellen Adressen genannt.

| Bild | Bezeichnung           | Lage                                                  | Datierung | Beschreibung | ID |
| --- | --------------------- | ----------------------------------------------------- | --------- | --- | -- |
| weitere Bilder Fotos hochladen                                                                                               | Historischer Ortskern | Stepfershausen (Karte)                                | 2004      | Siehe Liste der Denkmalensembles in Meiningen |    |
| [[Vorlage:Bilderwunsch/code!/O:!/C:50.596072,10.300771!/D:Am Gänsebrunnen (alt) Schäfergasse (neu), Brunnen!/\|BW]]          | Brunnen               | Am Gänsebrunnen (alt) Schäfergasse (neu) (Karte)      |           | Gans-Brunnen, Brunnentrog. Spruch: „Ununterbrochen klar und hell sprudelt der Gänsebrunnenquell. Er bringt der Menschheit Erfrischung und Freud. Sprudle weiter bis in alle Ewigkeit!“ |    |
| [[Vorlage:Bilderwunsch/code!/O:!/C:50.596045,10.300695!/D:Am Gänsebrunnen (alt) Schäfergasse (neu), Backhaus!/\|BW]]         | Backhaus              | Am Gänsebrunnen (alt) Schäfergasse (neu) (Karte)      | 2005      | Altes Backhaus |    |
| Direkt Bild zu diesem Denkmal hochladen                                                                                      | Brunnen               | Am Weiher                                             | 2008      | Laufbrunnen |    |
| BW | Brunnen               | Auf der Burg (Karte)                                  | 2004      | Burgbrunnen, Laufbrunnen |    |
| BW | Brunnen               | Auf der Burg (Karte)                                  | 2004      | Lindenbrunnen, Laufbrunnen |    |
| weitere Bilder Fotos hochladen                                                                                               | Kirche                | Auf der Burg 18 (Karte)                               | 2004      | Evangelische Pfarrkirche mit Ausstattung, Kirchhof und Umfriedung |    |
| BW | Schule                | Auf der Burg 20 (Karte)                               | 2004      | Ehemalige Alte Schule |    |
| Fotos hochladen | Torturm               | Auf der Burg 20/22 (Karte)                            | 2004      | Torturm der Kirchenburg |    |
| BW | Gehöft                | Hintere Gasse 1 (Karte)                               | 2004      | Gehöft |    |
| BW | Dorfmauer             | Rund um den Ortskern (Karte)                          | 2004      | Dorfmauer, Koordinaten beziehen sich auf ein beispielhaftes Teilstück. |    |
| BW | Brunnen               | Kirchblick (Karte)                                    | 2004      | Kirchgässer-Brunnen, Brunnentrog. Spruch: „Vom Kirchgässer Brunnen aus kann man sie sehen, die zwei Türme, welche als Wahrzeichen für Stepfershausen stehen.“                          |    |
| BW | Wohnhaus              | Kirchblick 4 (Karte)                                  | 2002      | |    |
| BW | Wohnhaus              | Kirchblick 5 (Karte)                                  | 2004      | |    |
| BW | Wohnhaus              | Kirchblick 6 (Karte)                                  | 2004      | Wohnhaus mit Nebengelass |    |
| BW | Wohnhaus              | Kirchgraben 2 (Karte)                                 | 2008      | |    |
| BW | Brunnen               | Pappenstein (Karte)                                   | 2008      | Laufbrunnen |    |
| BW | Wohnhaus              | Pappenstein 8 (Karte)                                 | 2005      | |    |
| BW | Brunnen               | Schäfergasse (Karte)                                  | 2004      | Laufbrunnen |    |
| BW | Gehöft                | Schäfergasse 1 (Karte)                                | 2004      | |    |
| BW | Gehöft                | Schäfergasse 2 (Karte)                                | 2004      | |    |
| BW | Wohnhaus              | Schäfergasse 5 (Karte)                                |           | |    |
| BW | Wohnhaus              | Schäfergasse 10 (Karte)                               | 2004      | |    |
| Direkt Bild zu diesem Denkmal hochladen                                                                                      | Brunnen               | Stepfershäuser Hauptstraße                            |           | Mühlbrunnen |    |
| [[Vorlage:Bilderwunsch/code!/O:!/C:50.595334,10.299838!/D:Stepfershäuser Hauptstraße Ecke: Auf der Burg, Platzanlage!/\|BW]] | Platzanlage           | Stepfershäuser Hauptstraße Ecke: Auf der Burg (Karte) | 2004      | Lindenplatz, Platz mit Stützmauer und Baumbestand. |    |
| BW | Brunnen               | Stepfershäuser Hauptstraße (Karte)                    | 2004      | Wed-Brunnen. Spruch: „Von oben strömt Wasser zu mir, ich geb's an Menasch und Tier. So einfach ist mein Leben: Geben, immer nur geben.“                                                |    |
| BW | Wohnhaus              | Stepfershäuser Hauptstraße 35 (Karte)                 | 2004      | Wohnhaus mit Nebengelass |    |
| BW | Wohnhaus              | Stepfershäuser Hauptstraße 36 (Karte)                 | 2004      | Wohnhaus mit Nebengebäude |    |
| BW | Wohnhaus              | Stepfershäuser Hauptstraße 37/39 (Karte)              | 2004      | Wohnstallhaus |    |
| BW | Wohnhaus              | Stepfershäuser Hauptstraße 42 (Karte)                 | 2004      | Wohnhaus mit Nebengelass |    |
| BW | Wohnhaus              | Stepfershäuser Hauptstraße 43 (Karte)                 | 2004      | Wohnhaus mit Nebengelassen |    |
| BW | Brunnen               | Türckengasse (Karte)                                  | 2008      | Ecke-Brunnen, Laufbrunnen. Mundart-Spruch: „’s bäs Wasser gesond on kaalt, tränk’s lang genunk doe wörschte aalt.“                                                                     |    |
| BW | Wohnhaus              | Türckengasse 4 (Karte)                                | 2004      | Wohnhaus mit Nebengelass |    |
| BW | Brunnen               | Untere Dorfstraße (Karte)                             | 2004      | Brau-Brunnen, Brunnentrog. |    |
| BW | Wohnhaus              | Untere Dorfstraße 16 (Karte)                          | 2008      | Wohnhaus mit Wirtschaftsgebäuden |    |
| BW | Wohnhaus              | Untere Dorfstraße 23 (Karte)                          | 2004      | Wohnhaus |    |
| [[Vorlage:Bilderwunsch/code!/O:!/C:50.595664,10.302724!/D:Zentgasse alt: Kleffelgasse, Brunnen!/\|BW]]                       | Brunnen               | Zentgasse alt: Kleffelgasse (Karte)                   | 2004      | Zehnt-Brunnen, Laufbrunnen. Spruch: „Hier haben die Alten Zehntgericht gehalten. Recht und Gerechtigkeit sei bei uns alle Zeit.“                                                       |    |

## Sülzfeld
Liste der Kulturdenkmale im Ortsteil Sülzfeld

| Bild                                    | Bezeichnung                             | Lage                                                          | Datierung | Beschreibung | ID |
| --------------------------------------- | --------------------------------------- | ------------------------------------------------------------- | --------- | --- | -- |
| weitere Bilder Fotos hochladen          | Evangelische Kirche St. Veit            | Rainstraße 23 (Karte)                                         |           | |    |
| Direkt Bild zu diesem Denkmal hochladen | Denkmalensemble „Historisches Ortsbild“ | Dorfstraße, Kirchgasse, Mühlstraße, Neue Gasse 48, Rainstraße |           | hist. Dorfbild mit Dorfplatz, Ortsgrundriss und hist. Bebauung, bestehend aus: Dorfstraße 2, 3, 4, 5, 11, 13, 14, 15, 16, 17, 23, 24, 31, 32, 34, 36, 38, 39, 42, 46, 98; Kirchgasse 50, 98; Mühlstraße 69, 71, 73, 76c, 28, 78, 80, 84, 85, 87, 88, Neue Gasse 48; Rainstraße 58, 59, 60, 63a |    |
| weitere Bilder Fotos hochladen          | Schloss „Amalienruh“                    | Amalienruh 1 (Karte)                                          |           | Schloss samt Innenausstattung mit Nebengebäuden, Schlosspark, Hofraum, Umfriedung |    |
| BW                                      | Gemeindetränke                          | Baumschulenweg (Karte)                                        |           | Flurstück 183 |    |
| BW                                      | Wohnhaus                                | Dorfstraße 3 (Karte)                                          |           | auch Bestandteil des Denkmalensembles „Historisches Ortsbild“ |    |
| BW                                      | Gehöft                                  | Dorfstraße 9 (Karte)                                          |           | |    |
| BW                                      | Gehöft                                  | Dorfstraße 11 (Karte)                                         |           | auch Bestandteil des Denkmalensembles „Historisches Ortsbild“ |    |
| BW                                      | Gehöft                                  | Dorfstraße 21 (Karte)                                         |           | |    |
| BW                                      | Wohnhaus                                | Dorfstraße 25 (Karte)                                         |           | |    |
| BW                                      | Wohnhaus                                | Dorfstraße 32 (Karte)                                         |           | auch Bestandteil des Denkmalensembles „Historisches Ortsbild“ |    |
| BW                                      | Scheune                                 | Dorfstraße 39 (Karte)                                         |           | auch Bestandteil des Denkmalensembles „Historisches Ortsbild“ |    |
| BW                                      | Gehöft                                  | Dorfstraße 41 (Karte)                                         |           | |    |
| BW                                      | Gehöft                                  | Kirchgasse 3 (Karte)                                          |           | |    |
| BW                                      | Pächterhof                              | Mühlstraße 6 (Karte)                                          |           | Reithof des Grafen von Henneberg |    |
| BW                                      | Mühlengehöft                            | Mühlstraße 28 (Karte)                                         |           | |    |
| BW                                      | Doppelkeller                            | Pelzrainstraße 5 (Karte)                                      |           | |    |
| BW                                      | Dorfplatz                               | Rainstraße (Karte)                                            |           | Dorfplatz mit Mauer und Linde |    |
| BW                                      | Gemeindebackhaus                        | Rainstraße 21 (Karte)                                         |           | |    |
| BW                                      | Alte Schule                             | Rainstraße 25 (Karte)                                         |           | Gemeindeverwaltung |    |
| Direkt Bild zu diesem Denkmal hochladen | Wachhaus                                | Rainstraße 58                                                 |           | auch Bestandteil des Denkmalensembles „Historisches Ortsbild“, Flurstück 144 |    |
| BW                                      | Wohnhaus                                | Schulstraße 3 (Karte)                                         |           | Wohnhaus |    |

## Wallbach
Liste der Kulturdenkmale im Ortsteil Wallbach

| Bild                                    | Bezeichnung | Lage                  | Datierung | Beschreibung                        | ID |
| --------------------------------------- | ----------- | --------------------- | --------- | ----------------------------------- | -- |
| BW                                      | Wohnhaus    | Am Gänsberg 2 (Karte) | 2006      | Wohnhaus                            |    |
| weitere Bilder Fotos hochladen          | Kirche      | Kuhhole 10 (Karte)    | 2005      | Evangelische Kirche mit Ausstattung |    |
| Direkt Bild zu diesem Denkmal hochladen | Kellerhaus  | Untere Hauptstraße    | 2006      | Kellerhaus                          |    |

## Walldorf
Liste der Kulturdenkmale im Ortsteil Walldorf

| Bild                           | Bezeichnung   | Lage                             | Datierung | Beschreibung | ID |
| ------------------------------ | ------------- | -------------------------------- | --------- | --- | -- |
| weitere Bilder Fotos hochladen | Friedhof      | (Karte)                          | 2005      | Jüdischer Friedhof |    |
| weitere Bilder Fotos hochladen | Höhle         | Am Käfigsgraben (Karte)          |           | Märchen- und Sandsteinhöhle Walldorf, ohne Innenausstattung.                                                                |    |
| weitere Bilder Fotos hochladen | Wohnhaus      | Am Roten Haus 3,5,7 (Karte)      | 1993      | Wohnhaus „Rotes Haus“, erbaut um 1600, einst „Schloss derer von Diemar“, Fachwerk damals konserviert mit Ochsenblut (rot).  |    |
| Fotos hochladen                | Scheune       | Brunnengasse (Karte)             | 2005      | Diemarstadl Scheune |    |
| weitere Bilder Fotos hochladen | Brunnen       | Brunnengasse (Karte)             | 2005      | Gewölbebrunnen von 1798 mit zwei Ausläufen, der linke für die jüdischen und der rechte für die anderen Bürger von Walldorf. |    |
| Fotos hochladen                | Wohnhaus      | Brunnengasse 5 (Karte)           |           | Wohnhaus |    |
| Fotos hochladen                | Wohnhaus      | Brunnengasse 7 (Karte)           |           | Wohnhaus (Abgerissen) |    |
| Fotos hochladen                | Wohnhaus      | Brunnengasse 11 (Karte)          |           | Wohnhaus |    |
| Fotos hochladen                | Gut           | Brunnengasse 16 (Karte)          | 1993      | ehemaliges Rittergut |    |
| Fotos hochladen                | Wohnhaus      | Brunnengasse 18 (Karte)          |           | Wohnhaus |    |
| Fotos hochladen                | Geschäftshaus | Freier Platz 4 (Karte)           |           | Wohn- und Geschäftshaus |    |
| Fotos hochladen                | Brücke        | Fritz-Aßmus-Straße (Karte)       | 2005      | Steinbogenbrücke |    |
| Fotos hochladen                | Wohnhaus      | Fritz-Aßmus-Straße 3 (Karte)     | 2007      | |    |
| weitere Bilder Fotos hochladen | Wohnhaus      | Fritz-Aßmus-Straße 4 (Karte)     | 2007      | |    |
| weitere Bilder Fotos hochladen | Gehöft        | Fritz-Aßmus-Straße 10 (Karte)    | 1996      | Gehöft mit Innenausstattung                                                                                                 |    |
| Fotos hochladen                | Gehöft        | Fritz-Aßmus-Straße 15 (Karte)    | 2007      | Wohnhaus, Gehöft |    |
| Fotos hochladen                | Wohnhaus      | Kleffelgasse 6 (Karte)           | 2007      | Wohnhaus |    |
| weitere Bilder Fotos hochladen | Wohnhaus      | Kleffelgasse 12 (Karte)          | 2007      | Wohnhaus |    |
| Fotos hochladen                | Kressehof     | Kressehof 1 (Karte)              | 2005      | Ehemalige Stallungen, 2007 umgebaut zu einem Bürger- und Gemeindezentrum.                                                   |    |
| Fotos hochladen                | Scheune       | Kressehof 3 (Karte)              | 2008      | Ehemalige Scheune und Speicher des Domänengutes.                                                                            |    |
| BW                             | Ziegelei      | Melkerser Straße 18 (Karte)      | 2009      | Ehemalige Ziegelei mit Hoffmannschen Ringofen.                                                                              |    |
| Fotos hochladen                | Brunnen       | Pfarrgasse/Unterer Käfig (Karte) | 1993      | steinerner Kasten- und Laufbrunnen                                                                                          |    |
| weitere Bilder Fotos hochladen | Wohnhaus      | Pfarrgasse 6 (Karte)             | 2007      | Wohnhaus |    |
| Fotos hochladen                | Pfarrhaus     | Pfarrgasse 7 (Karte)             | 1993      | Pfarrhaus |    |
| Fotos hochladen                | Schule        | Pfarrgasse 8 (Karte)             | 2005      | Ehemalige Schule |    |
| weitere Bilder Fotos hochladen | Kirche        | Pfarrgasse 10 (Karte)            | 2005      | Kirchenburg Walldorf |    |
| BW                             | Gehöft        | Schafhof 7/11 (Karte)            | 1993      | Gehöft, Schafhof |    |
| BW                             | Friedhof      | Solzer Straße 2 (Karte)          | 1993      | Friedhof |    |
| weitere Bilder Fotos hochladen | Scheune       | Stephanstraße (Karte)            | 1993      | Scheune |    |
| Fotos hochladen                | Wohnhaus      | Stephanstraße 3 (Karte)          | 2007      | |    |
| weitere Bilder Fotos hochladen | Wohnhaus      | Stephanstraße 4 (Karte)          | 2007      | |    |
| Fotos hochladen                | Gehöft        | Stephanstraße 5 (Karte)          | 1993      | Enzianhof |    |
| Fotos hochladen                | Gedenkstätte  | Tanzberg (Karte)                 |           | Gedenkstätte am Ort der ehemaligen Synagoge.                                                                                |    |
| Fotos hochladen                | Gasthof       | Tanzberg 1 (Karte)               | 2005      | Ehemaliger Gasthof „Zum Ritter“                                                                                             |    |
| BW                             | Wohnhaus      | Tanzberg 6 (Karte)               | 2007      | |    |
| Fotos hochladen                | Wohnhaus      | Tanzberg 8 (Karte)               | 2005      | ehemalige „Obere Schmiede“                                                                                                  |    |
| weitere Bilder Fotos hochladen | Wohnhaus      | Tanzberg 11 (Karte)              | 1993      | Haus „Grünspecht“ |    |
| weitere Bilder Fotos hochladen | Wohnhaus      | Tanzberg 16 (Karte)              | 2005      | Wohnhaus |    |